# Rilaena augusti
Rilaena augusti is een hooiwagen uit de familie echte hooiwagens (Phalangiidae).